# Hyagnis fruhstorferi
Hyagnis fruhstorferi es una especie de escarabajo longicornio del género Hyagnis, subfamilia Lamiinae. Fue descrita científicamente por Breuning en 1966.
Se distribuye por Vietnam. Posee una longitud corporal de 7,5 milímetros. El período de vuelo de esta especie ocurre en los meses de agosto y septiembre.